# Cordó de soldadura
El cordó de soldadura és el dipòsit de metall que durant l'operació de soldadura deixa la vareta sobre la sobre les superfícies de les peces que s'han unit.

## Introducció
El cordó de soldadura apareix generalment quan durant el procés de soldadura s'utilitza un filferro com a material d'aportació i aquest fon junt amb les vores de les peces. Aquest conjunt s'anomena cordó de soldadura.
Per tal de la unió de dos peces metàl·liques també es pot utilitzar un tipus de soldadura que consisteix a provocar un arc elèctric entre les peces que es volen unir i un elèctrode que s'utilitza com a material d'aportació. Primer s'ha de fer contacte entre l'elèctrode i la peça a soldar per tal que s'iniciï un flux de corrent. Després s'ha de separar mínimament l'elèctrode per establir l'arc que fon l'elèctrode i les superfícies de les peces a unir. I així es forma el cordó de soldadura.

## Parts del cordó de soldadura

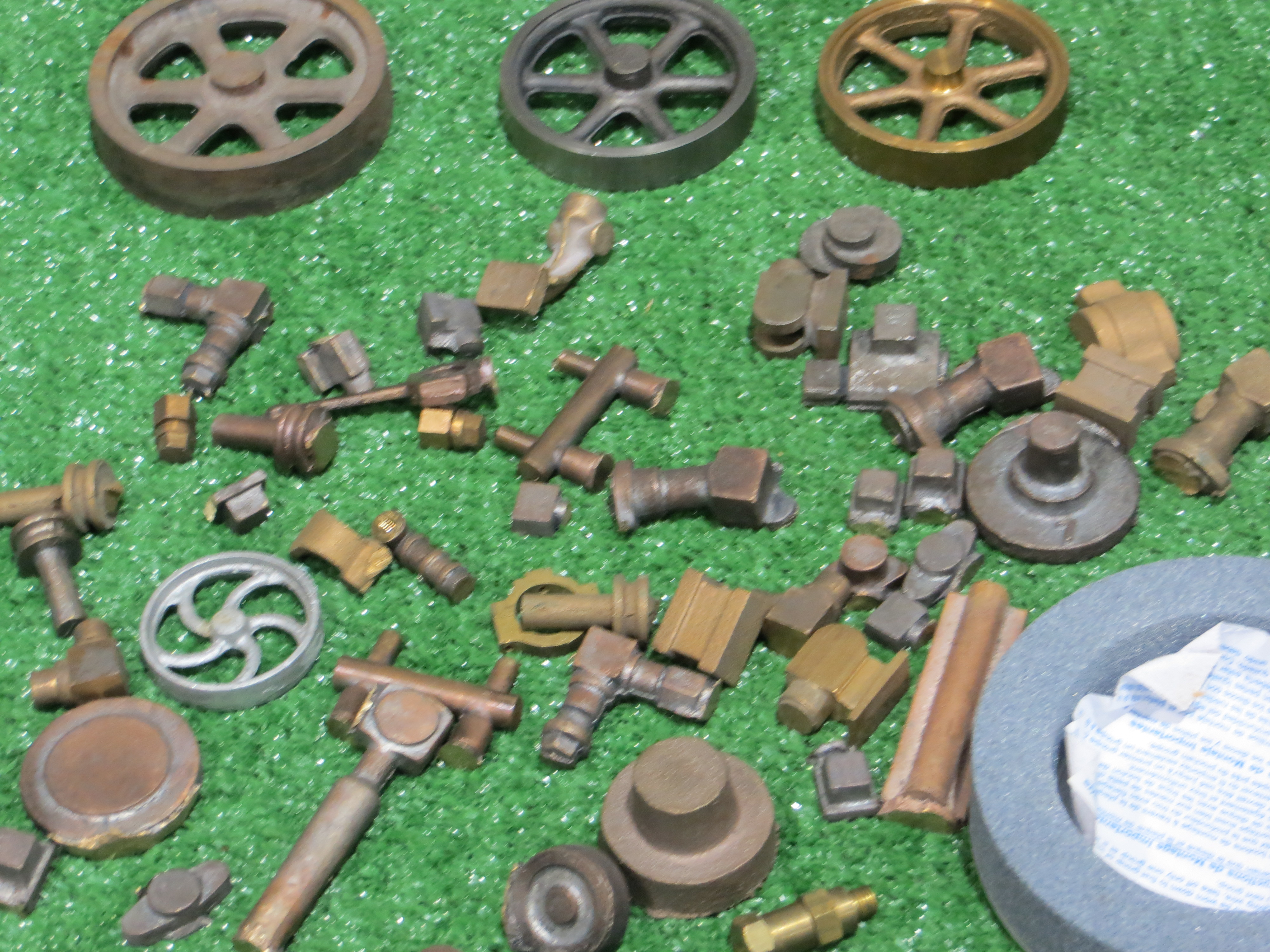
Parts del cordó de soldadura

- Zona de soldadura: correspon a la part central i la forma principalment el material d'aportació.

- Zona de penetració: part de les peces fosa pels elèctrodes.

- Zona de transició: part més propera a la zona de penetració. És una zona candidata a patir tensions internes, ja que si bé no ha sofert fusió, sí que ha sofert temperatures elevades.

## Paràmetres i dimensions del cordó de soldadura
- Penetració de la soldadura: aquest paràmetre depèn del grau de profunditat de la zona de penetració. Perquè la peça final sigui de bona qualitat i la soldadura no sigui defectuosa, aquesta ha de tenir una penetració gran.
- Gola (a): (indicada a la figura)
- Longitud eficaç: és la longitud real menys la dels cràters extrems. La longitud dels cràters es pot suposar igual a la gola. Lef=Lreal - 2•a

## Tipus de cordons de soldadura
Soldadura a tope
Soldadura en angle